# Елліотт Клосон
Елліотт Дж. Клосон (англ. Elliott J. Clawson; 19 січня 1883 — 21 липня 1942) — американський сценарист. Він написав сценарії для 81 фільму між 1913 і 1929 роками. Народився Клосон в Солт-Лейк-Сіті, штат Юта, а помер у місті Віста, штат Каліфорнія.
На 2-й церемонії вручення премії «Оскар» в 1930 році він був номінований на чотири Оскара в категорії найкращий адаптований сценарій.

## Вибрана фільмографія
- Трагедія бухти Шепіт / The Tragedy of Whispering Creek (1914)
- Дороги відчаю / Desperate Trails (1921)
- Під двома прапорами / Under Two Flags (1922)
- Полум'я життя / The Flame of Life (1923)
- Спойлери / The Spoilers (1923)
- Палаючі сорокові / The Flaming Forties (1924)
- Привид опери / The Phantom of the Opera (1925)
- Чоловік з червоної ущелини / The Man from Red Gulch (1925)
- Дорога на Мандалай / The Road to Mandalay (1926)
- Тіло і душа / Body and Soul (1927)
- Захід Занзібару / West of Zanzibar (1928)
- Поліцейський / The Cop (1928)
- Сел з Сінгапуру / Sal of Singapore (1928)
- Хмарочос / Skyscraper (1928)
- Морський піхотинець / The Leatherneck (1929)
- Тринадцятий стілець / The Thirteenth Chair (1929)